# Stadion Miejski w Gnieźnie
Stadion Miejski w Gnieźnie, także Stadion Mieszka Gniezno – piłkarski stadion w Gnieźnie, w dzielnicy Dziekanka. Został wybudowany w 1974. Stadion posiada 3382 miejsc siedzących. Swoje mecze rozgrywa na nim klub Mieszko Gniezno, który gra aktualnie w Lidze okręgowej. Stadion mieści się przy ulicy Strumykowej 25.